# Charles Stewart Parnell

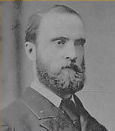
Charles Stewart Parnell

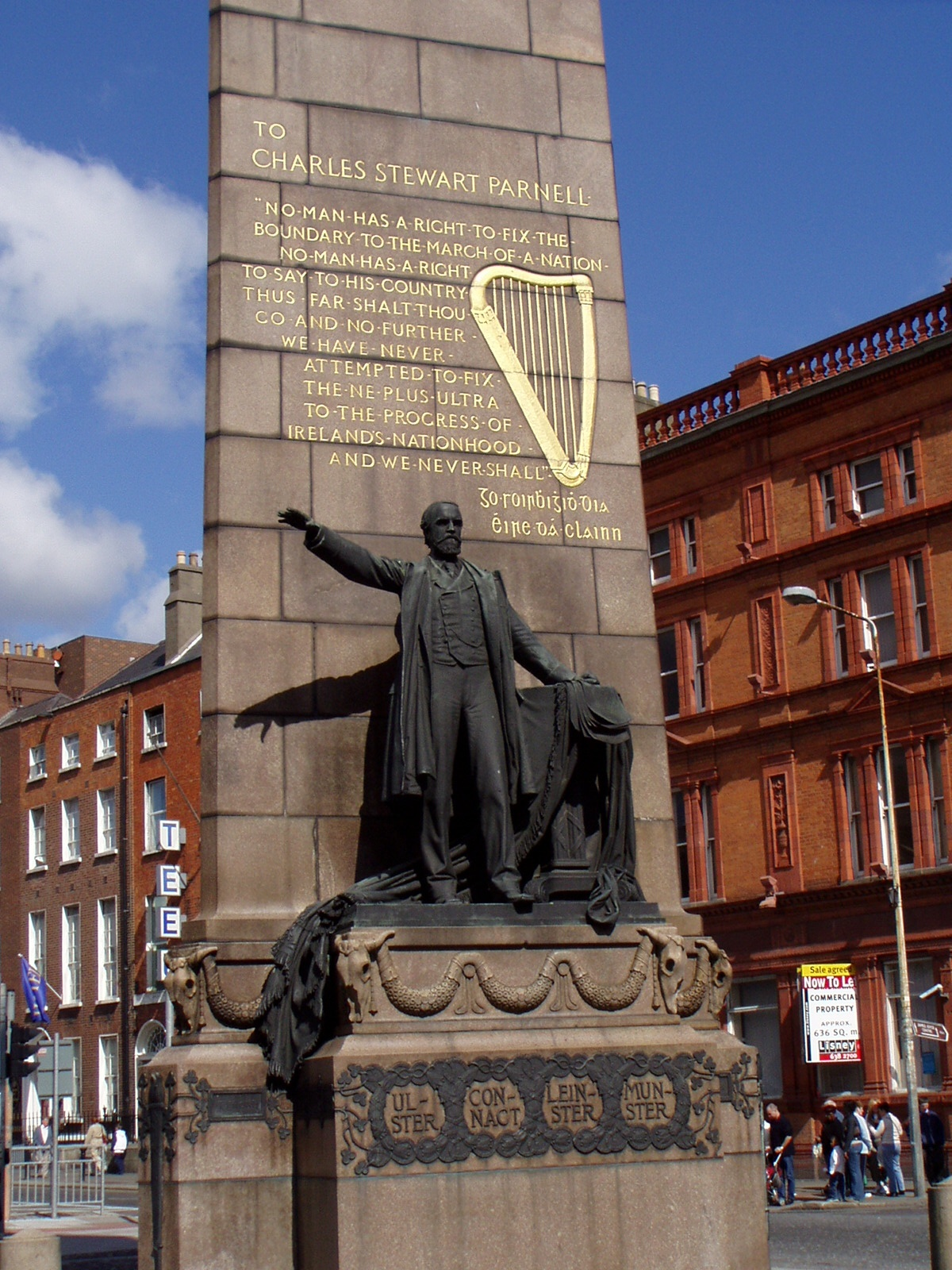
Standbeeld

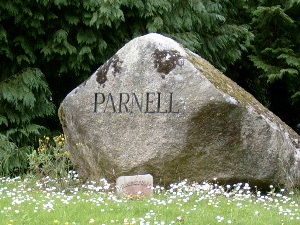
Grafsteen

Charles Stewart Parnell (Rathdrum, 27 juni 1846 – Brighton, 6 oktober 1891) was een Iers politicus. Hij stamde uit een protestantse familie als derde zoon en zevende kind van John Henry Parnell, een welgestelde Engels-Ierse landeigenaar en zijn Amerikaanse vrouw Delia Stewart (dochter van de Amerikaanse marineheld, commandeur Charles Stewart). Parnells ouders scheidden toen hij zes was, en hij bracht een ongelukkige jeugd door op verschillende scholen in Engeland. Zijn vader overleed in 1859 en hij erfde het Avondale landgoed. Zijn studies aan de universiteit van Cambridge (1865-9) werden ondermijnd door zijn vele afwezigheden om zich te bekommeren over het familiaal domein en hij sloot ze onvoltooid af.
Vanaf 1874 kreeg hij interesse voor het destijds overheersende thema in de Ierse politiek, de idee van zelfbestuur voor Ierland zoals  geformuleerd door de Home Rule League opgericht door Isaac Butt in 1873, en stelde hij zich voor het eerst kandidaat bij de parlementsverkiezingen in het graafschap Wicklow. Zijn kandidatuur werd echter afgewezen omdat hij er de functie van High Sheriff bekleedde. Nog hetzelfde jaar werd hij verslagen als Home Rule kandidaat bij een tussentijdse verkiezing in het graafschap Dublin. Een jaar later werd hij voor het eerst verkozen in het Brits Lagerhuis voor het Ierse kiesdistrict Meath. Van 1880 tot 1891 zou hij zetelen voor het district Cork City.
Hij sloot zich aan bij de Home Rule League en werd daarvan vrij snel de leider. Zijn partij, later de Ierse Partij genoemd, streefde naar een eigen parlement voor Ierland, zonder de banden met Engeland geheel te verbreken. Hoewel protestant, werd Parnell ook bij de katholieke meerderheid een gevierd leider. Zijn populariteit kwam tot uitdrukking in de eretitel 'The Chief'. In het Britse parlement steunden de Ierse nationalisten de Liberalen onder leiding van Gladstone. Ondanks een meerderheid in het parlement van liberalen en Ierse leden slaagde Gladstone er echter niet in zelfbestuur voor Ierland geaccepteerd te krijgen.
Aan de carrière van Parnell kwam in 1890 een abrupt einde door een schandaal. Hij bleek een affaire te hebben met een getrouwde vrouw. Ook nadat hij met deze vrouw gehuwd was, kon hij zijn oude positie niet heroveren. Een jaar later overleed hij.
- Bibliothèque nationale de France: cb12066319c (data)
- Gemeinsame Normdatei: 118789716
- International Standard Name Identifier: 0000 0000 8367 8669
- Library of Congress Control Number: n50050776
- Nationale Bibliotheek van Tsjechië: mub2017954657
- Nationale bibliotheek van Australië: 36445105
- Nationale Bibliotheek van Israël: 987007296201205171
- Nationale Bibliotheek van Polen: a0000001187497
- Nederlandse Thesaurus van Auteursnamen: 070890773
- SNAC: w61n892b
- Système universitaire de documentation: 028929209
- Trove: 1257047
- Virtual International Authority File: 29556513
- WorldCat: E39PBJrgHBJQBDH4vg4GgwdG73